# ضباب عام 2010 على جنوب شرق آسيا

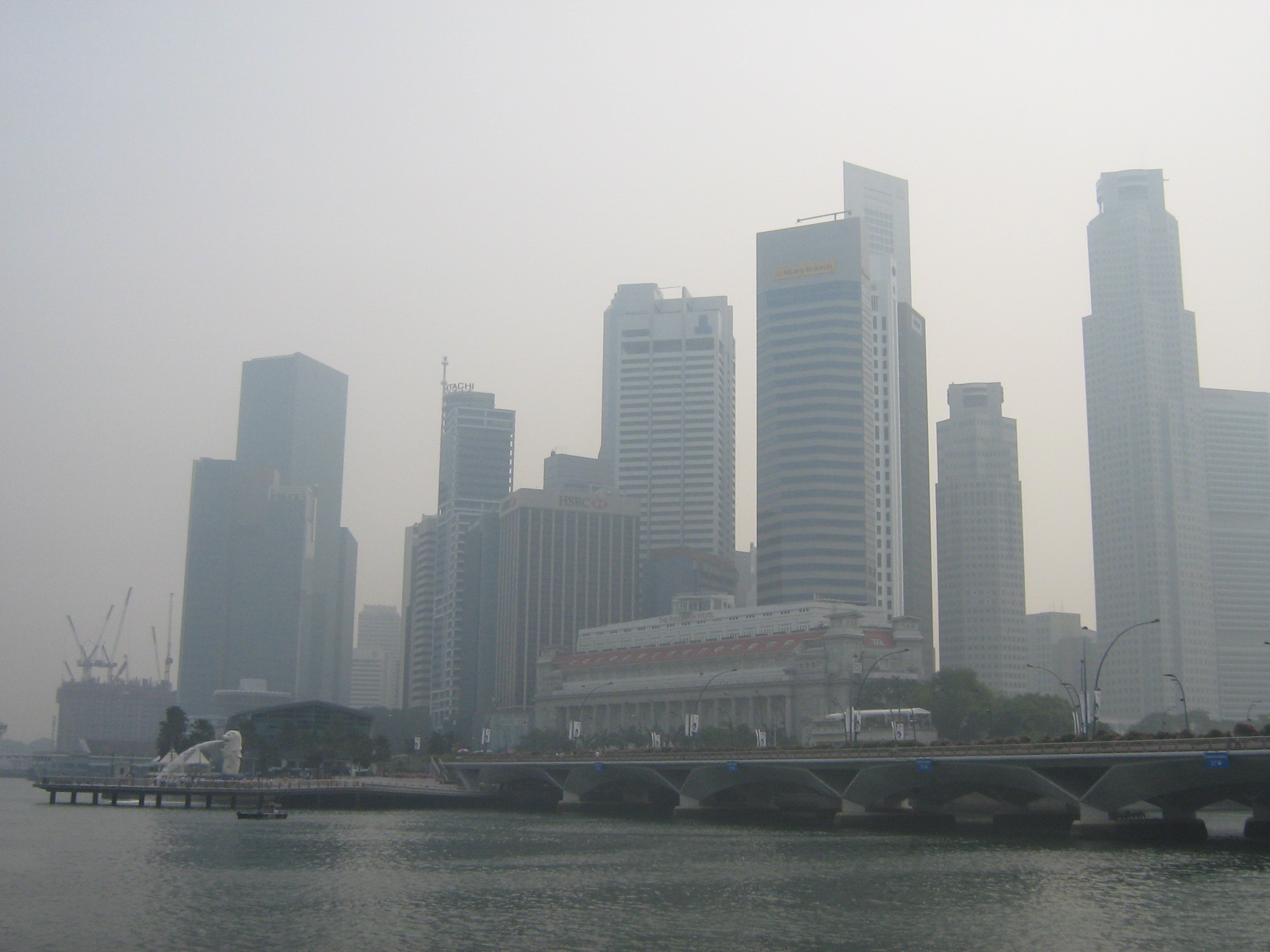
مثال على مدى تأثير ضباب عام 2010 على جنوب شرق آسيا على جودة الهواء والرؤية في سنغافورة

ضباب عام 2010 على جنوب شرق آسيا هي أزمة تلوث هواء عابرة للحدود بدأت في شهر أكتوبر من عام 2010 وأثرت على عدد من البلدان الواقعة في منطقة جنوب شرق آسيا، ومن بينها إندونيسيا، وماليزيا، وسنغافورة.
حدثت أزمة ضباب عام 2010 في شهر أكتوبر خلال موسم الجفاف عندما قام أصحاب الحيازات الزراعية الصغيرة الإندونيسيين المقيمين في بلدتي دوماي وبنغكاليس في مقاطعة رياو بجزيرة سومطرة بإشعال حرائق الغابات بشكل غير قانوني، فقد كان هؤلاء المزارعون يمارسون أسلوب القطع والحرق لتطهير الأراضي الزراعية بسرعة لتوفير فرص زراعية مستقبلية. وكنتيجة لحرائق الغابات تلك بلغ عدد النقاط الساخنة في جزيرة سومطرة في يوم 8 أكتوبر 358 نقطة،
حملت الرياح الغربية بفعل ظاهرة التردد الجنوبي أو النينيو الضباب نحو البلدان المجاورة لإندونيسيا، مما تسبب في انخفاض جودة الهواء في كل من ماليزيا وسنغافورة وتراوحت قراءات مؤشر معايير الملوثات القياسية فيها بين النطاق المعتدل وغير الصحي لعدة أيام. لم تؤد الظروف الضبابية إلى انخفاض جودة الهواء فحسب، بل تسببت أيضًا في ضعف الرؤية، وإغلاق العديد من المدارس في ماليزيا، وإصابة الكثير من الأشخاص بأمراض الجهاز التنفسي.
كانت جودة الهواء التي سُجّلت في سنغافورة في ذلك الوقت هي الأسوأ على الإطلاق منذ عام 2006.
فشلت الحكومة الإندونيسية في تنظيم وإنفاذ القوانين للحد من ممارسات قطع وحرق الأشجار غير القانوني، على من اجتماع وزراء الحكومة قبل أسبوع واحد فقط من الأزمة خلال الاجتماع السادس لاتفاقية رابطة دول جنوب شرق آسيا لمناقشة القضايا المتعلقة بالضباب العابر للحدود وطرق معالجة حرائق الغابات، وتسبب ذلك في تعرض إندونيسا لكثير من الانتقادات من الدول المجاورة لها، قبل أن تعود الأحوال الجوية الممطرة إلى إندونيسيا في يوم 24 أكتوبر 2010 مما ساعد على تقليل الضباب وتحسين مستويات جودة الهواء.

## الأسباب
كان إشعال حرائق الغابات بشكل غير قانوني، والذي قام به المزارعين الذين يتبنون طريقة القطع والحرق لتطهير مساحات كبيرة من الأراضي من الخث لإغراض الزراعة المستقبلية مثل مزارع زيت النخيل ولب الأخشاب سببا رئيسيا في حدوث أزمة شباب عام 2010 في جنوب شرق آسيا. يختار أصحاب الحيازات الصغيرة في إندونيسيا تطهير الأرض باستخدام طريقة القطع والحرق نظرًا لفوائدها الاقتصادية على الرغم من كونها مجرمة قانونا.
لا تعتبر طريقة القطع والحرق فعالة ومجدية من حيث التكلفة الاقتصادية فحسب، بل يُعتقد أيضًا أنها مفيدة في إنتاج المحاصيل الزراعية ونموها، إذ ينتج الرماد من خلال طريقة القطع والحرق، والذي يمكن لأصحاب الحيازات الصغيرة استخدامه كسماد عضوي للتربة نظرًا لقدرته على تعزيز مغذيات التربة، وتحقيق التوازن بين مستويات الأس الهيدروجيني للتربة، والقضاء على الآفات، وكذلك منع نمو الأعشاب الضارة، كما أن الطرق البديلة لتطهير الأراضي معروفة بأنها أكثر تكلفة وأقل فائدة، لذا يميل المزارعون إلى تجاهل القانون والاستمرار في أنشطة قطع الأشجار غير القانونية.
على الرغم من أن حرائق الأراضي تساهم بكمية كبيرة من الدخان المنبعث في الهواء، فإن 90٪ من الضباب الناتج ينشأ تحديدا من حرائق أراضي الخث. فمن المعروف أن حرائق أراضي الخث لديها القدرة على توليد ما يصل إلى 6 أضعاف الجسيمات من حرائق الأرض العادية، بالإضافة إلى أن حرائق الخث عادة ما تكون على عمق يتراوح ما بين 3 و4 أمتار تحت الأرض مما يجعل من الصعب إخماد الحرائق.
كما تسببت الظروف المناخية لظاهرة التردد الجنوبي، أو ما يُعرف بظاهرة إل نينيو، في عام 2010 في تأخير موسم الرياح الموسمية مما أدى إلى حدوث الجفاف والتأثير على إمدادات المياه والمحاصيل الزراعية. أجبر المزارعين بسبب الظروف المناخية القاسية التي واجهوها لتعويض الوقت الضائع الناجم عن طريق إشعال حرائق الغابات بشكل غير قانوني لإزالة الأراضي بمعدل سريع. لعبت الظروف الجافة في إندونيسيا جنبًا إلى جنب مع القمامة القابلة للاحتراق التي خلفتها أنشطة قطع الأشجار غير القانونية السابقة دورًا رئيسيًا في تحويل الغابات والأراضي الخثية إلى بوادر حرائق محتملة.
حملتها الرياح الغربية الكمية الكبيرة من الدخان الكثيف الناتج عن حرائق الغابات في جزيرة سومطرة عبر مضيق ملقا مما أدى إلى تلويث وتدهور نوعية الهواء في كل من ماليزيا وسنغافورة.